# Eighteen (песня CLC)
«Eighteen» (стилизуется как «E18teen») — специальный цифровой сингл южнокорейской гёрл-группы CLC. Был выпущен 16 апреля 2015 года лейблом Cube Entertainment при поддержке CJ E&M Music.
В феврале 2016 года песня стала частью мини-альбома Refresh.

## Предпосылки и релиз
CLC выпустили специальный сингл «Eighteen» менее чем через месяц после дебюта, который состоялся 19 марта. Релиз состоялся 16 апреля на всех музыкальных платформах.

## Композиция
«Eighteen» — песня, вдохновлённая такими музыкальными жанрами, как мотаун, популярный в 60-х и 70-х годах, а также синти-попом, популярным в 80-е. Текст песни о том, что испытывает человек, влюбившись в 18 лет.

## Промоушен
Промоушен стартовал 17 апреля с выступления на Music Bank.

## Список композиций
| №                   | Название            | Текст песни         | Музыка              | Аранжировка            | Длительность |
| ------------------- | ------------------- | ------------------- | ------------------- | ---------------------- | ------------ |
| 1.                  | «Eighteen»          | Ким Гон У           | Ким Гон У           | Ким Гон У, Сон Чжи Хон | 3:25         |
| Общая длительность: | Общая длительность: | Общая длительность: | Общая длительность: | Общая длительность:    | 3:25         |